# Historia del Sport Lisboa e Benfica

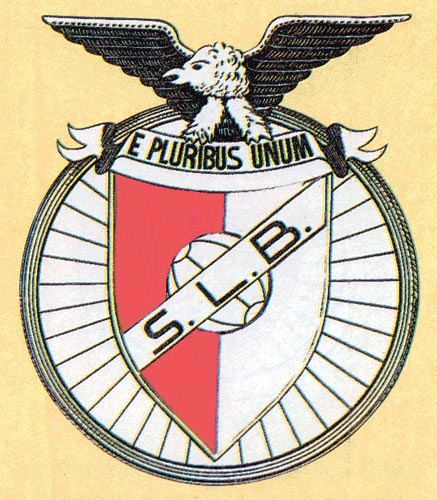
Símbolo del Sport Lisboa e Benfica en 1908, año de la fusión de los dos clubes que le dieron origen.

La historia del Sport Lisboa e Benfica está íntimamente ligada a la historia de dos clubes: Sport Lisboa y Sport Clube de Benfica. Su fusión tuvo lugar en septiembre de 1908, durante la presidencia de João José Pires, quien pasó de su puesto en el Sport Clube de Benfica al recién unificado Sport Lisboa e Benfica.
En sus vitrinas cuenta con treinta y siete campeonatos de liga, veintiséis Copas de Portugal, siete Copas de la Liga y ocho Supercopas, lo que lo convierte en el conjunto más laureado de Portugal, con dos UEFA Champions League y una Copa Latina.

## Sport Clube de Benfica
El 26 de julio de 1906 se fundó otro club en Lisboa, denominado Grupo Sport Benfica, con José Duarte como presidente y que inmediatamente contó con la adhesión de 15 asociados, entre ellos Luís Carlos de Faria Leal.

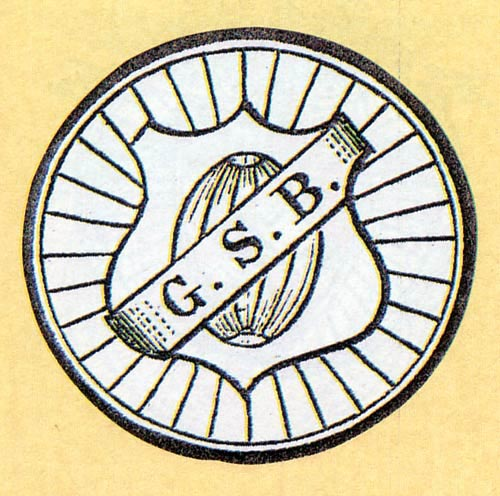
Primer escudo del Grupo Sport Benfica en 1906.

El 26 de mayo de 1907, ese mismo club tomó posesión oficialmente del terreno Quinta da Feiteira, propiedad de César de Figueiredo, dejando así a su disposición al Grupo Sport de Benfica un espacio para organizar fiestas y actividades deportivas, así como para partidos de fútbol. Este club, sin embargo, estaba especialmente orientado a la práctica del velocípedo (ciclismo y, por tanto, la rueda como símbolo), pero también a la práctica del peatón (atletismo).
En su primer aniversario, que duró tres fines de semana en julio de 1907, la revista deportiva "Tiro e Sport" dedicó una página entera a las festividades que reunieron a muchos atletas y espectadores de Lisboa y alrededores en la Quinta da Feiteira. Se llevaron a cabo competencias de ciclismo, atletismo, salto de altura, lanzamiento de peso, carrera de sacos y lucha con cuerdas.
Meses después, en marzo de 1908, el Grupo Sport Benfica cambió su nombre por el de Sport Clube de Benfica. João José Pires, presidente de esta institución, será el primer presidente del Sport Lisboa e Benfica en 1908.
Luís Carlos de Faria Leal desfilará en 1954 en la inauguración del Estádio da Luz, como socio nº 1, acompañado por António Sobral Júnior y Luís Joaquim Gato, todos ellos integrantes de la estructura inicial del Sport Clube de Benfica.

## Sport Lisboa e Benfica
Debido a las diversas dificultades enfrentadas por el Sport Lisboa, se decidió incorporarse, el 4 de septiembre de 1908, al Sport Clube Benfica.
En asamblea general del Sport Clube de Benfica, se decide la fusión entre Sport Lisboa y Sport Clube de Benfica. El Sport Clube de Benfica quedó como nuevo presidente. Cosme Damião y Félix Bermudes, del Sport Lisboa, y Luís Carlos de Faria Leal, António dos Santos Sobral, Alexandre Luiz da Silva, António Alberto Marques, y António Freire Sobral, en una sesión presidida por João José Pires, se destacaron en las negociaciones del Sport Clube de Benfica. El Sport Lisboa cedió todos los jugadores, los colores, el símbolo y su escudo, y con el Sport Clube Benfica se establecieron nueve reglas, la primera de las cuales determinaba que los miembros del Sport Lisboa pasarían a formar parte del Sport Clube de Benfica, y la segunda se acordó que "los dos grupos no perderán su individualidad, cambiando su nombre a Sport Clube de Lisboa e Benfica".
Las estructuras se fusionaron ya sugerencia de Félix Bermudes, finalmente la nueva organización pasó a llamarse Sport Lisboa e Benfica. Utilizan la sede que perteneció al Sport Clube de Benfica y su campo Quinta da Feiteira, donde la nueva estructura siguió actuando hasta 1911, contribuyendo a su estabilidad y crecimiento.
João Mascarenhas de Mello, socio desde 1908, fue designado Presidente de la Asamblea General y reelegido en ese cargo por casi dos décadas, obteniendo un alto reconocimiento interno, tanto que la portada de la primera edición del Boletim do Sport Lisboa e Benfica a él se le dedica el mes de marzo de 1927, subrayando que debe “estar en la lista de los gloriosos pioneros que sembraron la buena semilla de la obra que ahora florece en la tierra”.
La prensa de la época informó sobre las celebraciones del cuarto aniversario del Sport Lisboa e Benfica el 24 de julio de 1910 (domingo), que coincidió con el aniversario de la fundación del Sport Clube Benfica en julio de 1906.

## La década de 50
En 1950, el Benfica realiza su primera gran hazaña internacional con la conquista de la Copa Latina. Tras vencer a la Lazio de Roma en semifinales, el Benfica se enfrenta al Burdeos en la final, que, tras un empate 3-3, se repitió una semana después, con el Benfica venciendo 2-1 con el gol decisivo a marcar, tras dos tiempo extra, en el minuto 146.
El club rojo fue el único club portugués que ganó esta prestigiosa competición, considerada la antecesora de la Copa de Europa de Clubes Campeones, tal como figura en la lista de honor de la FIFA.
En 1954, llegó un momento vital en la historia del club: con la gran contribución de muchos socios y simpatizantes, el Benfica inauguró el Estádio da Luz, inicialmente con capacidad para 30.000 espectadores, donde jugaría hasta 2003. Con campo propio y con la llegada de Otto Glória, que introduce el profesionalismo en toda la estructura roja y adopta una formación innovadora en Portugal, el Benfica comienza a enfrentar el dominio sportinguista. En 1954/55 el Benfica ganó el campeonato, después de cuatro años con el Sporting acabando campeón.
En la década de 1950, el Benfica ganó tres campeonatos nacionales (1954/55, 1956/57 y 1959/60) y seis Copas de Portugal (1951, 1952, 1953, 1955, 1957 y 1959).
En los primeros años de la década logró cuatro victorias consecutivas en la copa. Durante esta década, en 1957, hizo el tercer doblete de su historia, venció 4-0 al Barcelona y participó por primera vez en la Copa de Europa. En cuanto a los deportes, el club creó secciones de boxeo, bádminton, patinaje artístico y pesca submarina, ampliando así su eclecticismo.

## La era de Roger Schmidt

### Temporada 2022–23
Con el objetivo de volver a los títulos, Rui Costa decidió contratar a Roger Schmidt, técnico alemán que dirigió al PSV Eindhoven.
También se ficharon los jugadores Petar Musa, Mihailo Ristić, Alexander Bah, David Neres, Enzo Fernández y João Victor, con una inversión cercana a los 47 millones de euros. Se marcharon los jugadores Darwin Núñez, Everton, Gedson Fernandes, Tiago Dantas, Pedro Pereira, Jota y Mile Svilar, Ferro, Haris Seferović, Tomás Araújo y Pizzi, ganando unos 105 millones de euros.
El Benfica comenzó con un buen historial, habiendo ganado todos los partidos de pretemporada, conquistando el Trofeo Algarve y la Copa Eusébio.